# Swire
Pour les articles homonymes, voir Swire (homonymie).
Swire est un conglomérat dont le siège social est à Hong-Kong. Il est notamment actionnaire de Cathay Pacific.

## Activités
- la China Navigation Company (en), ancienne Swire Shipping & Swire Bulk est la compagnie maritime fondée en 1872,
- Swire Pacific Offshore Holdings Limited (SPO), une société spécialisée dans les navires de support pour l'industrie pétrolière et gazière, avec 69 navires en 2008[2]
- en 1948, Swire Pacific achète Cathay Pacific, la principale compagnie aérienne de Hong Kong et possède encore 42 % de la société[3]
- HAECO, fondée en 1950 pour la maintenance aéronautique
- Swire Properties (en), fondée en 1972, est la division immobilière du groupe avec des zones commerciales et des zones résidentielles.
  - Swire Hotels (en), créée en 2008 pour la gestion d'hôtels de luxe.
- Swire Oilfield Services, fondée en 1979, est la division carburants du groupe
- Swire Beverages
  - Swire Coca-Cola, lancée en 1965 est un embouteilleur de Coca-Cola, en Chine, détenu  par Swire Pacific (87.5%) et Coca-Cola Co. (12.5%)[4].
  - Swire Coca-Cola HK, filiale dédiée à Hong Kong[4]
  - James Finlay & Co (en) producteur de thé fondé en 1750 et Swire entre au capital en 1976 avec une participation de 30% mais achète l'intégralité en 2000
  - Swire Coca-Cola USA, fondée en 2015 grâce à l'achat d'usines d'embouteillages dans l'Ouest américain à la Coca-Cola Company[5]